# It's a Very Merry Muppet Christmas Movie
It's a Very Merry Muppet Christmas Movie (bra: O Natal dos Muppets) é o telefilme norte-americano de 2002, do gênero fantasia natalina, musical e comédia, dirigido por Kirk R. Thatcher (em sua estreia na direção) e escrito por Tom Martin e Jim Lewis. O filme estreou em 29 de novembro de 2002 na NBC e foi o primeiro filme a ser feito para a televisão da franquia Muppets.
O filme é estrelado por Steve Whitmire, Dave Goelz, Bill Barretta, Eric Jacobson, Dave Arquette, Joan Cusack, Matthew Lillard, William H. Macy e Whoopi Goldberg. A trama gira em torno de Caco, o Sapo, que, após perder todas as esperanças de salvar o Teatro Muppet, é assistido por um anjo que lhe mostra um mundo no qual ele nunca nasceu. O filme é uma homenagem ao filme de 1946 de Frank Capra, It's a Wonderful Life, que tem um enredo semelhante.
Esta foi a primeira produção de Muppets sem o envolvimento do veterano e o artista Muppet, Frank Oz. Em vez disso, Eric Jacobson interpretou os personagens Urso Fozzie, Miss Piggy e Animal de Frank Oz, marcando sua estreia no cinema como esses personagens. O filme também é uma das poucas produções relacionadas aos Muppets que atualmente não são propriedade da The Walt Disney Company, a única propriedade da NBCUniversal.
Este também é o material final dos Muppets da The Jim Henson Company, já que os Muppets estavam em seus últimos anos de propriedade da Henson antes de serem vendidos para a Disney em 2004.

## Enredo
Durante a temporada de férias, o Teatro Muppet está passando por dificuldades financeiras, e os Muppets procuram Caco, o Sapo, para obter orientação. Caco eventualmente sente que não é útil para ninguém e um anjo chamado Daniel (David Arquette) traz isso à tona com seu chefe (Whoopi Goldberg) enquanto eles revisam o que aconteceu com Caco nas últimas horas.
Horas antes, Caco prepara um show de Natal com seus companheiros Muppets, com Bobo, o Urso, fazendo o papel de Papai Noel. Caco é abordado por Rachel Bitterman (Joan Cusack), uma banqueira/corretora imobiliária que diz que vai executar o Teatro Muppet se Caco não pagar.
Pepe, o Rei Camarão, deixa os Muppets porque se apaixonou por Bitterman. Enquanto tenta arrecadar dinheiro para pagar Rachel Bitterman, Caco tenta encontrar uma celebridade para participar de sua peça de Natal sem sucesso. Enquanto isso, depois de saber por Pepe que o prazo é meia-noite, Rachel Bitterman muda para 18h. Pepe ouve isso e avisa Caco sobre a mudança do prazo. Enquanto isso, depois de saber por Pepe que o prazo é meia-noite, Bitterman muda para 18h.  Pepe ouve isso e avisa Caco sobre a mudança do prazo. Ao saber disso, Caco envia Fozzie para entregar o dinheiro para Rachel Bitterman. Fozzie confronta um apresentador de programa da natureza enlouquecido (imitando Steve Irwin) e uma gangue de Whos depois de ser tingido de verde em um lote de árvore de Natal e confundido com o Grinch.  Fozzie passa pelo banho de vapor e acaba voltando ao normal.
Quando Fozzie finalmente consegue chegar ao banco e ao escritório de Rachel Bitterman, ele passa por uma gigantesca teia de lasers em chamas que leva ao escritório de Rachel Bitterman várias vezes antes de finalmente descobrir que é tarde demais e que agarrou a sacola errada contendo roupas para o Exército de Salvação seguindo seu incidente no lote da árvore de Natal.
Depois de testemunhar esses eventos, o chefe permite que Daniel ajude Caco. Quando Daniel chega, e depois de Caco desejar nunca ter nascido, ele acaba mostrando a Caco o que teria acontecido se ele não existisse. No mundo sem Caco, Rachel Bitterman transformou o parque perto do Teatro Muppet em um shopping center chamado Bitterman Plaza, o Teatro Muppet se tornou uma boate chamada Club Dot de propriedade de Rachel Bitterman, o French-Fried Frog Legs de Doc Hopper (visto pela primeira vez no The Muppet Movie) se tornou um famoso restaurante fast-food, e todos os amigos de Caco já caíram em várias situações prejudiciais.
Caco faz com que Daniel o devolva à sua realidade e volte ao Teatro Muppet. No entanto, Rachel Bitterman chega para fechar o teatro e briga com Miss Piggy. Pepe chega e anuncia que transformou o Teatro Muppet em um marco histórico, frustrando os planos de Rachel Bitterman. Amargurado e derrotado, Bitterman sai tempestuosamente do Teatro Muppet.
Lá fora, os Muppets cantam: "We Wish You a Merry Christmas".

## Elenco
- David Arquette como Daniel, um anjo que aparece a Caco no Natal
- Joan Cusack como Rachel Bitterman, uma jovem banqueira rica e mimada
- Matthew Lillard como Luc Fromage, um coreógrafo francês petulante
- Whoopi Goldberg como o chefe, o criador do universo
- William H. Macy como Glenn, um anjo
- Mel Brooks como Joe Snow (voz apenas), parodiando Sam, o Boneco de Neve, de Rudolph the Red-Nosed Reindeer.
- Chantal Strand como Nancy Nut-What
- Dave "Squatch" Ward como Sally Ann Papai Noel

### Elenco dos Muppets
- Steve Whitmire como Caco, o Sapo, Rizzo, o Rato, Beaker
- Dave Goelz como Gonzo, Dr. Bunsen, Waldorf e Zoot
- Bill Barretta como Pepé, o Camarão Rei, Bobo, o Urso, Johnny Fiama, Cozinheiro Sueco, Lew Zealand, Howard Tubman, Rowlf, o Cão
- Eric Jacobson como Miss Piggy, Urso Fozzie, Animal, Yoda
- Brian Henson como Scooter, Janice, Sal Minella
- Kevin Clash como Sam, a Águia
- John Henson como Sweetums
- John Kennedy como Dr. Dentuço
- Jerry Nelson como Robin, o Sapo, Statler, Floyd Pepper, Locutor
- Allan Trautman como Joe Snow (apenas teatro de fantoches), Eugene, o Jogador de Tuba

Artistas adicionais de Muppet: Alice Dinnean, Geoff Redknap, Denise Cheshire, Drew Massey, Adam Behr e Gord Robertson.

### Convidados de Cameo
- Zach Braff como Ele mesmo/Dr. John "J.D." Dorian
- Sarah Chalke as Ele mesmo/Dr. Elliot Reid
- Carson Daly as Ele mesmo
- Snoop Dogg as Ele mesmo (cena excluída)
- Neil Flynn como Ele mesmo/Zelador
- Bill Lawrence como Ele mesmo
- John C. McGinley como Ele mesmo/Dr. Perry Cox
- Judy Reyes as Herself/Nurse Carla Espinosa
- Kelly Ripa como Ela própria
- Joe Rogan como Ela própria
- Molly Shannon como Ela própria
- Robert Smigel como Triunfo o Cão Cômico Insulto